# Francis Crippen
Francis "Fran" Crippen (Bryn Mawr, 17 de abril de 1984 - Fuyaira, 23 de octubre de 2010) fue un nadador estadounidense especialista en aguas abiertas.
Su hermana Maddy participó en los Juegos Olímpicos de Sídney y sus otras dos hermanas, menores que él, Claire y Teresa también son nadadoras profesionales.
Falleció mientras disputaba la Copa del Mundo de Maratón en Fuyaira, Emiratos Árabes Unidos.